# Eduardo Alfredo Olivero
Eduardo Alfredo Olivero (Tandil, 2 novembre 1896 – Buenos Aires, 19 marzo 1966) è stato un militare e aviatore argentino, particolarmente distintosi nel corso della prima guerra mondiale, dove combatte nelle file del Servizio Aeronautico del Regio Esercito. Decorato con tre Medaglie d'argento al valor militare, con la Croix de guerre 1914-1918 con palma di bronzo francese e la Croce d'oro dell'Ordine della Stella dei Karađorđević del Regno di Serbia. Dopo la fine del conflitto, insieme al miliardario Roberto Duggan e al meccanico Ernesto Campanelli, nel 1926 eseguì un volo a tappe da New York a Buenos Aires volando a bordo di un idrovolante Savoia-Marchetti S.59.

## Biografia

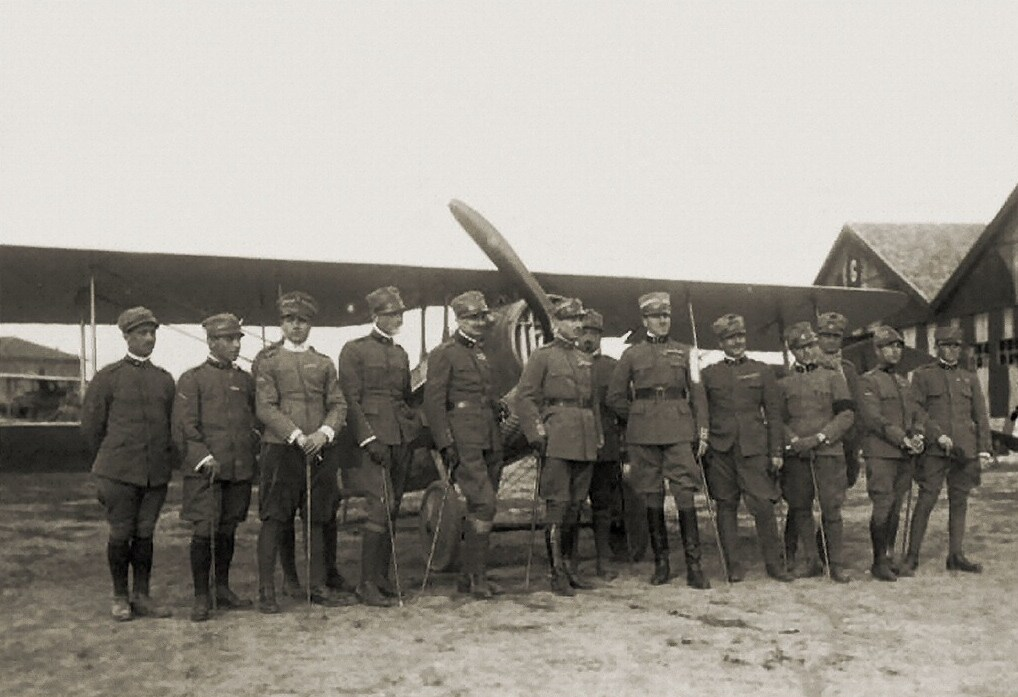
Olivero (ultimo a destra) nel 1918 insieme ai piloti della 91ª Squadriglia. Da sinistra a destra: Sgt. Mario D'Urso, Sgt. Gaetano Aliperta, Lt. Gastone Novelli, Lt. Cesare Magistrini, Capt. Bartolomeo Costantini, Capt. Fulco Ruffo di Calabria, Col. Pier Ruggero Piccio, Lt. Guido Keller, Maj. Francesco Baracca, Lt. Ferruccio Ranza, Lt. Mario De Bernardi, Lt. Adriano Bacula, Sgt. Guido Nardini, 2ndLt. Eduardo Olivero.

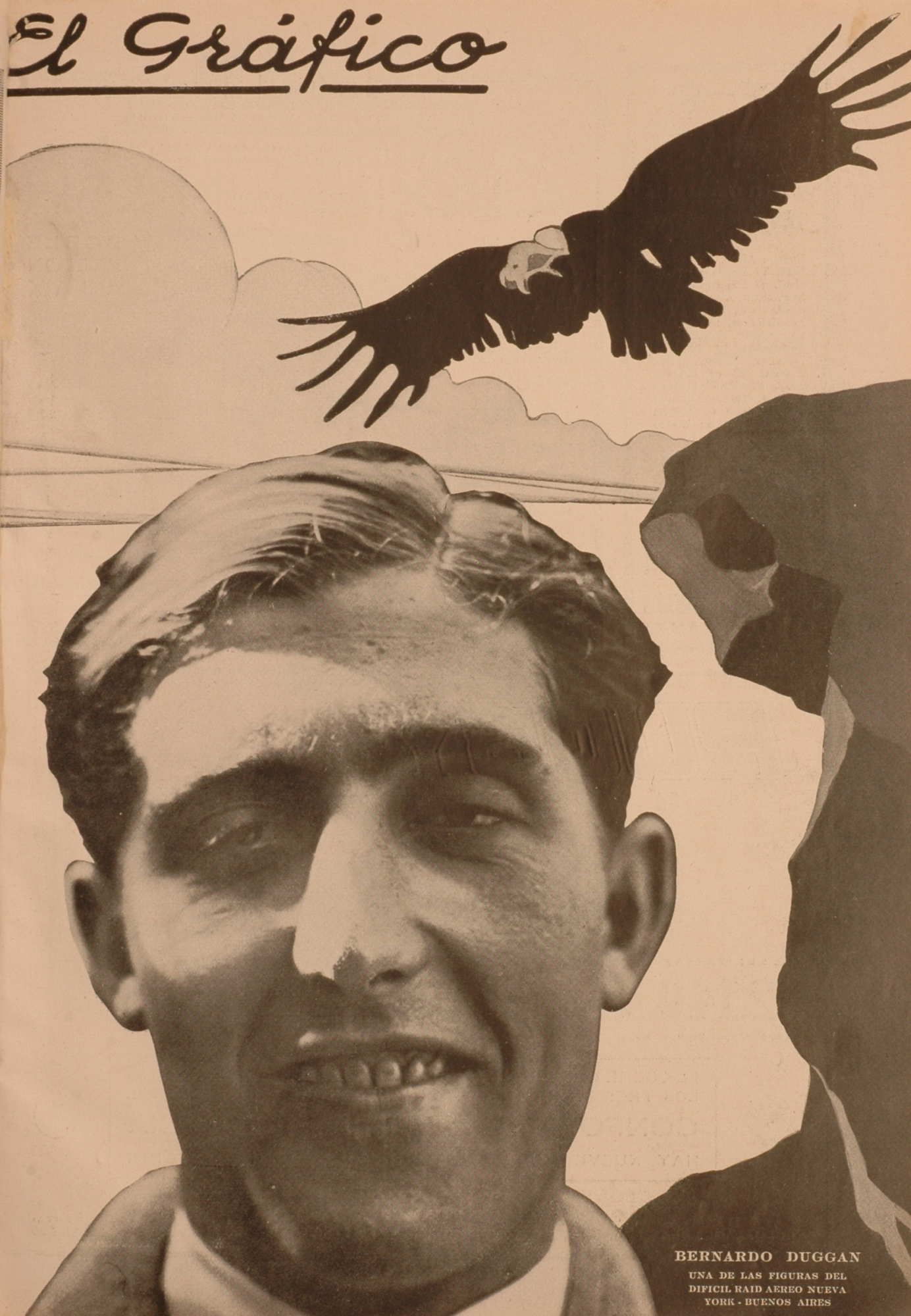
Bernardo Duggan ritratto sul numero 360 della rivista El Gráfico, in occasione del volo New York-Buenos Aires.

Nacque a Tandil, nei pressi di Buenos Aires, il 2 novembre 1896, quarto figlio di Giovanni e Margherita Galfré, all'interno di una famiglia piemontese emigrata in Argentina per cercare lavoro. Appassionatosi al mondo dell'aviazione, appena compiuti i 16 anni si iscrisse alla Scuola di volo di Villa Lugano, alla periferia della Capitale, dove conseguì il brevetto di pilota d'aeroplano. Inizialmente il proprietario della scuola, Pablo Castaibert gli rifiutò l'ammissione per il fatto della minore età, ma resosi conto dell'abilità del giovane lo tenne al suo servizio come attendente.  Castaibert, su un monoplano di sua costruzione, gli impartì le opportune lezioni che gli valsero il conseguimento del brevetto il 14 luglio 1914 su velivolo Castaibert IV.
All'atto dell'entrata in guerra del Regno Esercito, avvenuta il 24 maggio 1915, suo padre e suo zio decisero di partire per l'Italia per arruolarsi nel Regio Esercito, ma egli, di nascosto dai genitori, lo fece in loro vece, tanto che essi ne ebbero notizia dopo la sua partenza a bordo del piroscafo Algére, avvenuta il 20 luglio. Appena arrivato gli fu proposta l'immissione in servizio nel Servizio Aeronautico come sottotenente, ma dovendo optare per le definitiva cittadinanza italiana, rifiutò.
Arruolatosi come soldato semplice, fu trasferito al Comando Battaglione Aviatori a Torino, e poi mandato al campo d'aviazione di San Giusto (Pisa) dove conseguì il brevetto di pilota militare a bordo di un Blériot XI il 5 febbraio 1916. Subito dopo fu assegnato in servizio alla 2ª Squadriglia caccia di stanza a Cascina Farello. Al 15 aprile 1916 la 2ª Squadriglia caccia diventa la 71ª Squadriglia caccia quando Olivero vi volava come Caporale.
Promosso sergente il 22 maggio, conseguì la sua prima vittoria aerea a spese di un Aviatik B.I il 13 novembre dello stesso anno. In quel periodo dipinse sull'aereo la sua insegna personale, un guidoncino con dipinta la testa di un indio sudamericano.
Il 4 febbraio 1917 fu trasferito alla 76ª Squadriglia caccia di stanza a Santa Maria la Longa, e il 1º marzo 1917 riportò una frattura a una gamba dopo un atterraggio di emergenza a San Lorenzo di Mossa, in seguito ad un duro combattimento contro aerei nemici. 
Il 5 agosto fu promosso tenente, il 12 ottobre scortò un ricognitore Pomilio in una missione di ricognizione fotografica sulla stazione ferroviaria di Assling, nel Tirolo. Sette velivoli tedeschi attaccarono i due aerei italiani, e ingaggiato combattimento contro di essi a bordo del suo SPAD S.VII, pur con la mitragliatrice danneggiata, li tenne lontano dal ricognitore consentendogli di portare a termine la missione. Tutti e due gli aerei italiani rientrarono alla base di Campoformido. Questa azione fu notata da Francesco Baracca che lo volle con sé alla 91ª Squadriglia caccia da lui comandata e nella quale il Serg. Olivero volava al 10 novembre 1917. Il 2 febbraio 1918 eseguì una ricognizione su Lubiana, che gli valse la concessione della Croce d'oro dell'Ordine della Stella dei Karađorđević. Al termine delle ostilità risultava decorato con tre Medaglie d'argento al valor militare, e aveva eseguito 553 missioni di combattimento, abbattendo un aereo nemico.
Congedato nel 1919 ritornò in Argentina, dove si mise a fare l'istruttore di volo. Il 7 marzo 1920 durante un volo acrobatico a causa della rottura del serbatoio del carburante il suo aereo prese fuoco, e appena atterrato in emergenza estrasse il co-pilota dal velivolo in fiamme salvandogli la vita, ma riportando terribili ustioni alle mani e al viso che lo sfigurarono per sempre. Dopo una lunga degenza in ospedale riprese a volare regolarmente ma subì un incidente automobilistico che gli causò ulteriori lesioni. Divenuto cieco da un occhio, nascose a tutti la menomazione, e riprese a volare. Insieme a Roberto Duggan e al meccanico Ernesto Campanelli, nel 1926 eseguì un volo a tappe da New York a Buenos Aires volando a bordo di un idrovolante Savoia-Marchetti S.59 battezzato "Buenos Aires". Il volo richiese 81 giorni e 37 tappe, delle quali una dovuta ad un atterraggio di emergenza sul corso del Rio delle Amazzoni dovuto ad un errore di rotta. Quando il loro idrovolante ammarò a Buenos Aires furono accolti dal Presidente della Repubblica Marcelo Torcuato de Alvear. Nonostante i problemi fisici continuò ad interessarsi di aviazione, e progettò di raggiungere per primo la stratosfera, ma lo scoppio della seconda guerra mondiale gli impedì di continuare nell'impresa. Dopo la fine del conflitto si adoperò per assistere gli aviatori e tecnici italiani che cercavano lavoro in America Latina. Ritornò un'ultima volta in Italia per incontrare i vecchi compagni ed essere ricevuto in udienza da Papa Paolo VI, al fine di ottenere una speciale benedizione per la Prima pietra del Santuario de la Madre de los Emigrantes che sarebbe stato poi eretto a La Boca, alla periferia della Capitale. A questo progetto collaborò anche finanziariamente. Si spense a Buenos Aires il 19 marzo 1966.

## Pubblicazioni
- Mis impresiones, original. Talleres Gráficos Tuduri, Buenos Aires, 1927.

### Annotazioni
1. ↑  La sua famiglia era originaria di Boves, in provincia di Cuneo.
2. ↑  Secondo altre fonti abbatte 9 aerei nemici in 25 missioni di combattimento aereo.

### Fonti
1. ↑  Mancini 1936, p. 472.
2. 1 2 3 4 5 6 7 8 9 10 11  Ravenna to Day.
3. 1 2 3 4 5 6 7 8 9 10 11 12 13 14 15 16  Guerra all'orizzonte.
4. 1 2 3 4  Early Aviators.